# Monopoly csoport
A Monopoly csoport a Magyar Demokrata Fórum országgyűlési képviselőcsoportjának tagjaiból létrejött képviselőcsoport volt, amely fokozatosan az Antall-kormány MDF-en belüli ellenzékévé vált. A Monopoly csoport volt az Országgyűlésben valaha működött csoportok közül a legaktívabb nem pártfrakció jellegű csoportosulás.

## Története
Az 1990-es rendszerváltozás során kezdődött meg az addig állami tulajdonban lévő nemzeti vagyon magánosítása. Az állami vagyonnyilvántartás rendezetlen mivolta, a magánosításra kijelölt vállalatok puszta tömege, illetve a privatizáció gyorsított ütemű lebonyolítása számtalan visszaélésre nyújtott lehetőséget. A magánosítási folyamat árnyoldalait nem csak az ellenzék, de az Országgyűlés legnagyobb kormánypárti frakciójának tagjai is érzékelték. A privatizációs gyakorlattal szemben kritikus 12 MDF-képviselő 1991. július 7-én megalapította a Monopoly csoportot.
A csoport működése során vizsgálta és kritizálta az Állami Vagyonügynökség (ÁVÜ) privatizációs gyakorlatát, illetve a külföldi tőkések számára túlságosan nagy szabadságot nyújtó magyar szabályozást. A Monopoly képviselői sürgették egy privatizációs stratégia, majd a magánosítási törvény megalkotását, amely hatékonyabbá tehette volna az ÁVÜ működését. A csoport számos kezdeményezéssel élt a privatizációt illetően: tiltakoztak a vállalati vagyon felértékelése nélkül lefolytatott cégeladások és a szakszervezetek tulajdonhoz juttatásának módja ellen. 1992-ben az Országgyűlés a Monopoly javaslatára szigorította az állami vállalatok vezetőinek magáncégekben való szerepvállalását.
A Monopoly által felvállalt szerep már a működés kezdetén belső ellenzéki szerepre ítélte a csoport tagjait. Antall József kezdetben nyitottan fogadta a csoport kezdeményezéseit, később azonban a kapcsolat meddőnek bizonyult. A képviselőcsoport javaslatait az MDF-frakció elaltatta, a privatizációs bizottság megalapítását célzó 1991 novemberi javaslat vitáját egészen az 1994-es választásokig halogatta a parlament. 1992-ben a Monopoly nyomására az MDF-frakció megbuktatta a kormánynak azt az indítványát, hogy a magánosítás menetét szolgáló ideiglenes jogszabályok hatályát negyedszerre is meghosszabbítsák, kikényszerítvén ezzel a privatizációs törvény megalkotását. Jelentősen megnövelte a kormány és a Monopoly közötti feszültséget, amikor 1993-ban a képviselőcsoport nem fogadta el a kormány és a szakszervezetek között létrejött megállapodást. A csoport tevékenysége súlyos konfliktust idézett elő az MDF-en belül: 1993 tavaszán az MDF képviselőinek egy része a Monopoly csoport segítségével kísérletet tett az Antall Józseffel jó kapcsolatot ápoló Kónya Imre frakcióvezető leváltására. A kormányzat számára egyre kellemetlenebbé váló képviselőcsoportot az MDF-frakció kormányzathoz hű része segítségével felszámolták. A csoport tagjai közül Zacsek Gyulát és Balás Istvánt az MDF-frakció 1993. június 27-én kizárta tagjai sorából, az eljárás miatti tiltakozásul Szilasy György és Halász István maguk léptek ki a frakcióból, később létrehozták a Magyar Piacpártot. 1993 folyamán több Monopoly-tag hagyta ott az MDF-et: Deme Zoltán a MIÉP-frakcióba, Varga Zoltán a függetlenek közé távozott. A tagok zömének kiválásával a Monopoly csoport tevékenysége az Országgyűlésben 1993 őszére befejeződött.

## Tagok
- Molnár István
- Zacsek Gyula
- Deme Zoltán
- Szűcs István
- Kőrösi Imre
- Halász István
- Szilasy György
- Balás István
- Fekete Gyula
- Varga Zoltán